# Hirekoppa, Ron
Hirekoppa là một làng thuộc tehsil Ron, huyện Gadag, bang Karnataka, Ấn Độ.